# インターロイキン-12
インターロイキン-12（英: Interleukin-12, IL-12）は、インターロイキングループのサイトカインの一つである。
IL-12p70は二つのサブユニット、IL-12p35とIL-12p40からなるヘテロ二量体で、主に食細胞と樹状細胞で産生される。IL-12は1989年に初めて発見されたNK細胞刺激因子である。IL-12は未分化なT細胞(ナイーブT細胞)に、インターフェロンγとともにはたらき、Th1細胞へと分化誘導する。NK細胞とT細胞に発現するヘテロ二量体レセプター、IL-12Rβ1およびIL-12Rβ2に結合する。

## 遺伝子および構造
IL-12は４つのαヘリックス構造からなるサイトカインで、2つのサブユニットを持つタンパク質二量体である。IL-12A(p35)とIL-12B(p40)という2種類の遺伝子にコードされ、p35とp40からなるヘテロ二量体IL-12p70の他に、p40のホモ二量体が存在する。